# 拉塞勒圣阿旺
拉塞勒圣阿旺（法語：La Celle-Saint-Avant，法語發音：[la sɛl sɛ̃.t‿avɑ̃]）是法国安德尔-卢瓦尔省的一个市镇，位于该省南部，克勒兹河右岸，和维埃纳省接壤，属于洛什区。

## 地理
拉塞勒圣阿旺（47°1'18"N, 0°36'15"E）面积17.8 平方千米，位于法国中央-卢瓦尔河谷大区安德尔-卢瓦尔省，该省份为法国中西部省份，北起萨尔特省、东北接卢瓦-谢尔省，东南接安德尔省，南至维埃纳省，西临曼恩-卢瓦尔省。
与拉塞勒圣阿旺接壤的市镇（或旧市镇、城区）包括：德拉谢、笛卡尔、马耶、埃沃河畔马尔塞、努阿特尔、皮勒港。
拉塞勒圣阿旺的时区为UTC+01:00、UTC+02:00（夏令时）。

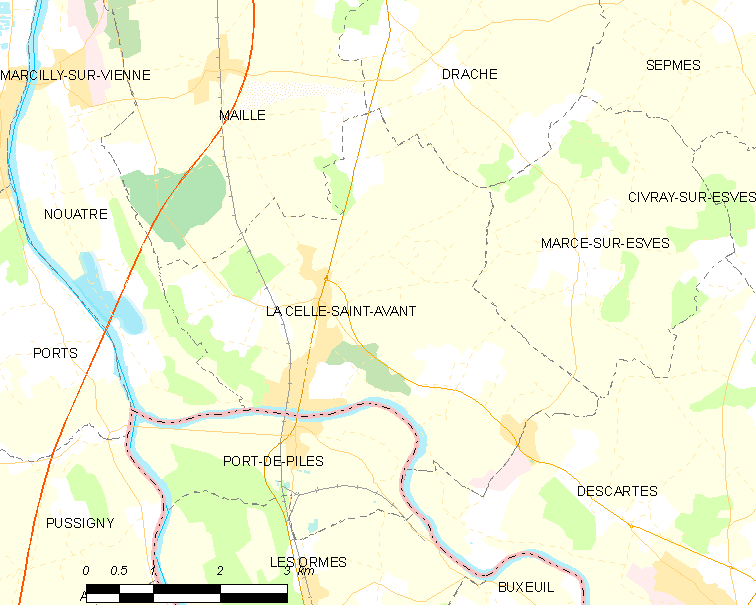
拉塞勒圣阿旺的OSM定位图

## 行政
拉塞勒圣阿旺的邮政编码为37160，INSEE市镇编码为37045。

## 政治
拉塞勒圣阿旺所属的省级选区为笛卡尔县。

## 交通
皮勒港火车站位于境内。

## 人口

1962-2008年间拉塞勒圣阿旺人口变化图示

拉塞勒圣阿旺于2022年1月1日时的人口数量为1059人。